# Harrison Manzala
Harrison Manzala, né le 6 mars 1994 à Aubervilliers, est un footballeur franco-congolais, évoluant durant sa carrière au poste de milieu de terrain. Il joue actuellement au Panam All Starz dans le cadre de la Kings League France.

## Biographie

### Carrière en club
Harrison Manzala fait ses débuts au FC Asnières[réf. nécessaire], puis est formé au SC Bastia. Il signe ensuite en 2012 au Havre AC, club de Ligue 2. Il signe en 2016 à l'Amiens SC et monte en Ligue 1 avec le club picard.
Il a déclaré dans l'émission Breaking Foot présentée par Mohamed Bouhafsi sur SFR Sport qu'il était un supporter de l'Olympique de Marseille qu'il cita dans une interview, depuis sa jeunesse

### Carrière internationale
Né en France, Manzala choisit de porter le maillot des Léopards du Congo.

### Après carrière
En 2023, il se lance dans le streaming sur Twitch. Dans la même année, il rejoint un collectif de streamer nommé DVM,
Depuis 2023, il co-anime une émission de rap nommée DVM Show
Au printemps 2025, il participe à la Kings League France dans l'équipe du Panam All Starz, équipe présidée par le streameur Pfut. L'équipe remporte la compétition le 22 mai 2025 à l’Inalpi Arena, à Turin.

## Statistiques
| Saison                | Club                  | Championnat           | Championnat | Championnat | Coupe nationale | Coupe nationale | Coupe de la Ligue | Coupe de la Ligue | Total | Total |
| Saison                | Club                  | Division              | M.          | B.          | M.              | B.              | M.                | B.                | M.    | B.    |
| 2012-2013             | Le Havre AC           | Ligue 2               | 4           | 1           | -               | -               | -                 | -                 | 4     | 1     |
| 2013-2014             | Le Havre AC           | Ligue 2               | 13          | 2           | 1               | 0               | -                 | -                 | 14    | 2     |
| 2014-2015             | Le Havre AC           | Ligue 2               | 12          | 1           | 2               | 2               | -                 | -                 | 14    | 3     |
| 2015-2016             | Le Havre AC           | Ligue 2               | 20          | 1           | 1               | 0               | -                 | -                 | 21    | 1     |
| Sous-total            | Sous-total            | Sous-total            | 49          | 5           | 4               | 2               | -                 | -                 | 53    | 7     |
| 2016-2017             | Amiens SC             | Ligue 2               | 19          | 5           | 1               | 0               | -                 | -                 | 20    | 5     |
| 2017-2018             | Amiens SC             | Ligue 1               |             |             |                 |                 | -                 | -                 | 0     | 0     |
| Sous-total            | Sous-total            | Sous-total            | 19          | 5           | 1               | 0               | -                 | -                 | 20    | 5     |
| 2018-2019             | → Maccabi Petah       | Ligat HaAl            |             |             |                 |                 | -                 | -                 | 0     | 0     |
| Sous-total            | Sous-total            | Sous-total            | 19          | 5           | 1               | 0               | -                 | -                 | 20    | 5     |
| 2019-2020             | Le Mans FC (prêt)     | Ligue 2               | 5           | 0           | 0               | 0               | 2                 | 0                 | 7     | 0     |
| Sous-total            | Sous-total            | Sous-total            | 5           | 0           | 0               | 0               | 2                 | 0                 | 7     | 0     |
| Total sur la carrière | Total sur la carrière | Total sur la carrière | 73          | 10          | 5               | 2               | 2                 | 0                 | 80    | 12    |

## Palmarès
- Amiens SC
  - Championnat de France de Ligue 2
    - Vice-champion : 2017
- Panam All Starz Champion de France: Kings League France 2025